# Puma (VCI)
O Puma é um veículo de combate de infantaria (VCI) desenvolvido e produzido pelas empresas alemãs Krauss-Maffei Wegmann e Rheinmetall. O Puma, coordenado no desenvolvimento e na produção pelo joint venture Projekt System Management (PSM), será introduzido no exército alemão a partir de 2010 para substituir o Marder. 410 unidades foram aprovados pelo Bundestag.
Seu peso total é de 43 toneladas e pode atingir até 70 km/h. Também pode ser transportado nos aviões Airbus A400M.
O Puma veiculo alemão possui um canhão de 30mm podendo portar balas APFSDS, que pode penetrar alguns MBTS(Main Battle Tanks) de lado, Ela pode perfurar até 120 mm de expessura blindada.

## Operadores
- Alemanha - Exército da Alemanha